# Оппенвайлер
Оппенвайлер (нем. Oppenweiler) — община в Германии, в земле Баден-Вюртемберг. 
Подчиняется административному округу Штутгарт. Входит в состав района Ремс-Мур.  Население составляет 4091 человек (на 31 декабря 2010 года). Занимает площадь 19,83 км².

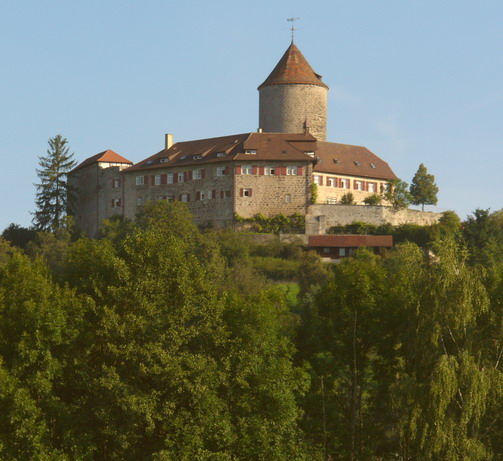
Оппенвайлер